# 近藤華
近藤 華（こんどう はな、2007年〈平成19年〉8月6日 - ）は、日本の女優。東京都出身。トップコート所属。父は映像ディレクター。母は料理研究家の近藤幸子。

## 略歴
2021年にマクドナルドのチキンマックナゲットCM「ママは味方だよ」篇で木村佳乃と共演し、芸能界デビュー。
所属事務所の先輩である菅田将暉の楽曲「ギターウサギ」のMVには出演者だけでなく、クリエイティブ・ディレクターを担い、脚本、アニメーション作り、衣装、小道具を手がけた。

## 人物
自身のインスタグラムで、自身が描いた絵や動画、フェルトを使った作品をアップしている。
芸能界入りのきっかけは、NHK連続テレビ小説『ごちそうさん』でヒロインの杏を見たことであり、憧れの女優も杏。

## 出演

### テレビドラマ
- 金田一少年の事件簿 第8話（2022年6月19日、日本テレビ） - 巽もえぎ 役 [2]
- ばらかもん（2023年7月12日 - 9月20日、フジテレビ） - 新井珠子 役[3]
- アンチヒーロー（2024年4月14日 - 6月16日、TBS） - 牧野紗耶 役[4][5]
- 生きとし生けるもの（2024年5月6日、テレビ東京） - 中野百合の高校生時代 役[6]
- 民王R 第5話（2024年11月19日、テレビ朝日） - ユキ 役
- アイシー〜瞬間記憶捜査・柊班〜 第9話・最終話（2025年3月18日・25日、フジテレビ） - 仙川千晶 役[7]
- 僕達はまだその星の校則を知らない（2025年7月14日 - 、関西テレビ・フジテレビ） - 三木美月 役[8]

### その他のテレビ番組
- 公共メディア通知和の音で踊ろう（2022年3月17日、NHK）

### 映画
- サユリ（2024年8月23日） - ヒロイン・住田 役[9]
- アイミタガイ（2024年11月1日）[10]

### 舞台
- フィスト・オブ・ノーススター〜北斗の拳〜（2021年12月8日 - 29日） - リン 役

### 配信
- ヒヤマケンタロウの妊娠 第8話（2022年4月21日、NETFLIX）
- PICU〜小児集中治療室〜スピンオフ（2024年4月1日、FOD）- 雪 役[11]

### CM
- マクドナルド 「チキンマックナゲット 15ピース」（2021年）
- 三井のリハウス「リハウスって何?」篇、「家を売るって大変?」篇（2021年）[12]
- ナブテスコ（2022年）- 未来人ナブテス子 役[13]
- 資生堂 150周年記念 企業CM（2023年1月）[14]

### ミュージックビデオ
- 菅田将暉「ギターウサギ」（2022年）[2]
- マルシィ「願いごと」（2025年）

### 雑誌
- NEXTGIRI図鑑 2021-2022（2021年）
- 日経エンタテインメント!（2022年2月号、3月号）
- Myojo（2022年5月号）
- 装苑（2022年5月号）
- anan（2022年3月30日）
- GINZA （2022年5月号）
- CM NOW vol.220（2022年12月8日発売号）